# Бизје
Бизје (фр. Buziet) насеље је и општина у југозападној Француској у региону Аквитанија, у департману Атлантски Пиринеји која припада префектури Олорон Сен Мари.
По подацима из 2011. године у општини је живело 472 становника, а густина насељености је износила 57,7 становника/km². Општина се простире на површини од 8 km². Налази се на средњој надморској висини од 357 метара (максималној 455 m, а минималној 310 m).

## Демографија
| 1962. | 1968. | 1975. | 1982. | 1990. | 1999. | 2011. |
| ----- | ----- | ----- | ----- | ----- | ----- | ----- |
| 343   | 308   | 313   | 340   | 369   | 371   | 472   |

График промене броја становника у току последњих година